# Michel Der Zakarian
Michel Der Zakarian - em armênio, Միշել Տեր-Զաքարյան (Yerevan, 18 de fevereiro de 1963) é um ex-futebolista e treinador de futebol franco-armênio que atuava como zagueiro. Atualmente está sem clube.

## Carreira de jogador
Der Zakarian fez toda sua carreira de jogador na França, onde chegou em 1969 para jogar nas categorias de base de 2 times amadores (Vivaux Maronniers e Mazargues) até 1979.
Profissionalmente, atuou em apenas 2 clubes: o Nantes (140 jogos e um gol), pelo qual foi campeão francês em 1982–83 e vice-campeão da Copa da França, e o Montpellier, disputando 233 partidas e fazendo 15 gols entre 1988 e 1998, vencendo a Copa da França em 1989–90 e a Copa da Liga Francesa em 1991–92. Aposentou dos gramados aos 36 anos.

## Carreira de treinador
Encerrada a carreira de jogador, Der Zakarian seguiu no Montpellier como técnico do time C até 1999, sendo promovido a auxiliar-técnico da equipe principal até 2006, quando voltou ao Nantes para assumir o time reserva, tornando-se assistente de Georges Eo nos Canários até 2007, quando fez sua estreia como treinador principal na tentativa de salvar o Nantes do rebaixamento em dupla com o chadiano Japhet N'Doram, não tendo sucesso - o clube amargou a lanterna da competição, com 34 pontos (9 a menos que o Valenciennes, primeiro time acima da zona de rebaixamento).
Na segunda divisão, o Nantes foi vice-campeão com 70 pontos (8 a menos que o campeão Le Havre), e embora tivesse iniciado a temporada seguinte, foi demitido após conquistar apenas um pontos nos 3 primeiros jogos, sendo substituído por Alain Perrin.
Treinaria ainda o Clermont entre 2009 e 2012, ano em que voltaria novamente ao Nantes  para substituir Landry Chauvin. Após 173 jogos, deixou os Canários para assinar com outro clube tradicional da França, o Stade de Reims, recém-rebaixado à Ligue 2. Ficou até 23 de maio de 2017 nos alvirrubros, assinando no mesmo dia com o Montpellier. Em abril de 2019, renovou seu contrato até 2021.
Em 2 de maio de 2021, foi anunciado que Michel não renovaria com o Montpellier. Em 22 de junho, ele foi anunciado como treinador do Brest.

## Seleção Armênia
Em 1996, Der Zakarian fez sua estreia pela Seleção Armênia, aos 33 anos, contra Portugal, em jogo válido pelas eliminatórias da Copa de 1998. Foram 5 jogos até 1997, não tendo feito nenhum gol.

## Títulos
Nantes
- Campeonato Francês: 1982–83

Montpellier
- Copa da França: 1989–90
- Copa da Liga Francesa: 1991–92